# Kuml
Der Kuml (norwegisch für Grabhügel) ist ein kleiner Nunatak im ostantarktischen Königin-Maud-Land. Er ragt zwischen dem Vorposten und dem Sarkofagen im östlichen Ausläufer des Fimbulheimen auf.
Wissenschaftler des Norwegischen Polarinstituts benannten ihn 1968 deskriptiv.